# 霞云岭国家森林公园
霞云岭国家森林公园是位於中華人民共和國北京市的國家森林公園。
该公园是“2017年全国攀冰锦标赛暨中国（房山）攀冰公开赛”的举办场地，其中的霞云岭金水湖自然风景区举行了2019国际登联攀冰世界杯。